# Bac Kan (provincie)
Bac Kan (vietnamsky Bắc Kạn) byla provincie na severu Vietnamu. Žilo zde přes 300 tisíc lidí, hlavní město bylo Bac Kan. Nachází se zde jezero Ba Be a národní park.

## Geografie
Většina provincie je hornatá a až 95 % plochy pokrývají tropické lesy. Sousedila s provinciemi Ha Giang, Tuyen Quang, Thai Nquyen, Lang Son a Cao Bang.